# Pavol Demitra
Pavol Demitra (Dubnica nad Váhom, 29 november 1974 – Jaroslavl, 7 september 2011) was een Slowaaks ijshockeyer. Gedurende zijn professionele carrière speelde hij voornamelijk in Slowaakse en Amerikaanse competities. Sinds 2010 speelde hij bij Lokomotiv Jaroslavl in Rusland.
Op 7 september 2011 was Demitra een van de inzittenden van Jak-Service-vlucht 9633, een chartervlucht die neerstortte tijdens het opstijgen.